# وزارة الدفاع
وزارة الدفاع هي الوزارة الحكومية المناط بها تولي شؤون الدفاع عن الدولة وتتضمن عادة جميع فروع الجيش. وعادة ما يتولى قيادتها وزير الدفاع.